# Kishan Lal
Kishan Lal (Mhow, 2 febbraio 1917 – Chennai, 23 giugno 1980) è stato un hockeista su prato indiano.

## Palmarès

### Olimpiadi
- Oro a Londra 1948 nell'hockey su prato.